# محیط محاسباتی پیشرفته
محیط محاسباتی پیشرفته ( ACE ) توسط یک انجمن صنعتی در اوایل دهه 1990 به عنوان پلتفرم محاسباتی نسل بعدی، جانشین رایانه های شخصی مبتنی بر معماری مجموعه دستورالعمل های 32 بیتی اینتل ، تعریف شد. این تلاش حمایت کمی در بازار پیدا کرد و به دلیل درگیری درون گروه و عدم فروش منحل شد.

## تاریخچه

### تشکیل
انجمن در 9 آوریل 1991 توسط Compaq ، Microsoft ، MIPS Computer Systems ، Digital Equipment Corporation (DEC) و Santa Cruz Operation(SCO) اعلامشد.
 اگرچه تعریف انجمن از مشخصات محاسبات پیشرفته ARC) RISC) که نشان دهنده جزئیات یک پلتفرم سخت افزاری "باز و مقیاس پذیر" بر اساس معماری MIPS است :  30 تمرکز اصلی این ابتکار بود، گفته می‌شود که "نیروی موثر" پشت آن Compaq است که تشخیص می‌دهد برای رقابت در بازار محیط های کاری شخصی در حال ظهور، ‍‍ نیاز به دنبال کردن استراتژی با MIPS دارد.  یک هفته قبل از اعلام ACE ،  Compaq با  Silicon Graphics Inc. (SGI)  آغاز به همکاری کرده بود که شامل سرمایه گذاری در SGI، پرداخت حق امتیاز پیش پرداخت و استراتژی برای توسعه مشترک سیستم های محیط کاری کم هزینه با هدف قرار دادن محدوده قیمت "حدود 8000 دلار یا 7000 دلار برای یک سیستم واقعا قابل استفاده "می شد.
در آن زمان به طور گسترده این باور وجود داشت که سیستم‌های مبتنی بر RISC مزیت قیمت وعملکرد را نسبت به سیستم‌های ad hoc Wintel حفظ می‌کنند. با این وجود، به طور گسترده این باور وجود داشت که ویندوز NT به سرعت بسیاری از سیستم عامل های دیگر را از طریق اثرات ترکیبی گزینش گسترده ای از نرم افزارها و سهولت ساخت ماشین های Wintel که از آن پشتیبانی می کنند، جابجا می کند. ACE برای ارائه یک پلتفرم جایگزین برای Wintel تشکیل شد که یک جایگزین مناسب با همان مزیت ها از نظر پشتیبانی نرم افزاری و مزایای بیشتر از نظر عملکرد بود.
محیط بر روی دو پلتفرم سخت افزاری استاندارد شده است: یک پلتفرم رایانه شخصی بر اساس پردازنده های 80386 و 80486 اینتل و یک پلتفرم محیط کاری بر اساس مشخصات ARC. دو سیستم عامل توسط هر دو پلتفرم سخت افزاری پشتیبانی می شدند : SCO UNIX با Open Desktop و آنچه که به Windows NT تبدیل می شد (در ابتدا OS/2 3.0 نام داشت).  سایر اعضای انجمن شامل Acer ، Control Data Corporation ، Kubota ، NEC Corporation ، NKK ، Olivetti ، Prime Computer ، Pyramid Technology ، , Silicon Graphics , Sony , Sumitomo , Tandem Computers , Wang Laboratories, and Zenith Data Systems بودند.  علاوه بر این شرکت‌های بزرگ، چندین شرکت نوپا نیز سیستم‌های منطبق با ACE را ساختند.
هر یک از شرکت ها دلایل خاص خود را برای پیوستن به گسترش ACE داشتند. MIPS می خواست تکه تکه شدن را که با سیستم های مبتنی بر MIPS موجود که پذیرش گسترده تری از معماری را محدود کرده بودند، معکوس کند. شرکت‌های نیمه‌رسانای مختلف، به‌ ویژه غول‌ هایی مانند توشیبا و NEC، ابتکار عمل برای تثبیت خود و گرفتن سهم بازار از اینتل را پذیرفته‌اند.  DEC از این ابتکار به عنوان تلاشی برای گرفتن سهم بازار از رهبر محیط کاری ، Sun Microsystems استفاده کرد تا به دستاوردهای هیولت پاکارد و IBM پاسخ دهد، و تکثیر کننده فناوری های خودش باشد. Compaq، مایکروسافت و SCO از آن به عنوان یک استراتژی دفاعی برای جلوگیری از "تسخیر شدن دسکتاپ توسط خورشید و جایگزینی رایانه های شخصی با معماری اینتل با RISC، Unix SparcStations" و در نتیجه از دست دادن فرصت ها برای آن شرکت ها استفاده می کنند.  با پیوستن به این ابتکار، SCO توانست مجموعه خود را به پلتفرم‌های RISC در کنار محصولات پلتفرم فعلی اینتل گسترش دهد و مایکروسافت برای استراتژی «سیستم‌عامل قابل‌حمل/2»، که بعداً ویندوز NT بود، به پشتیبانی فروشنده نیاز داشت.

### گروه آپاچی
حتی قبل از اعلام این ابتکار، تعدادی از شرکت‌ها به ریاست Compaq از جمله زیمنس، سونی، سیلیکون گرافیک، Unisys و Control Data Corporation از پذیرش Unix System V Release 4 ( SVR4 ) به عنوان ابزاری برای ارائه قابلیت حمل بین معماری MIPS و اینتل استفاده می کردند.  از آنجایی که SVR4 طرفدار عملیات big-endian بود، این زیر گروه از اعضا به عنوان گروه آپاچی شناخته می‌شدند که طبق گزارش‌ها به عنوان یک جناس در مورد "بزرگ هندی" تصور می‌شد. در آن مرحله اولیه، گروه دیگری به نام گروه جبل الطارق ، که عمدتاً از DEC و SCO تشکیل شده بود، به دنبال تعریف قابلیت همکاری با سیستم عامل Ultrix DEC بودند. گروه آپاچی بعداً پس از نابودی ابتکار ACE ، نام MIPS ABI را برگزید.
از شکاف در حال ایجاد در انجمن ACE زمانی که تصمیم به اضافه کردن پشتیبانی از SVR4 در کنار OSF/1 گرفته شد، جلوگیری شد، بنابراین گروهی که تا آن زمان شامل زیمنس، سونی، NEC، Prime Computer، Olivetti، Tandem و Pyramid در میان اعضای خود بود، آرام شد. . اگرچه نگرانی ها در مورد تسلط اعضای موسس بر این ابتکار ادامه داشت، معرفی SVR4 موقعیت DEC و SCO را که مشارکت آنها بر روی دسکتاپ باز SCO بر روی هسته OSF/1 متمرکز بود، پیچیده کرد. با این حال، در دسترس بودن SVR4 به عنوان راهی برای ارضای تقاضای کاربر نهایی، به ویژه توسط Compaq در نظر گرفته شد.

### انحلال
با این حال، ایده ACE (و انجمن) کمی بیش از یک سال پس از آغاز، شروع به فروپاشی کردند، زیرا آشکار شد که بازار انبوهی برای جایگزینی برای پلتفرم محاسباتی Wintel وجود ندارد. پلتفرم‌های تازه‌کار، بهبود عملکرد کافی را نسبت به رایانه‌های شخصی فعلی ارائه ندادند و به دلیل حجم کم تولید، چنین سیستم‌هایی دارای معایب عمده مالی بودند. هنگامی که این ایده شروع شد، سیستم‌های مبتنی بر RISC (که در آن زمان در فرکانس 100-200 مگاهرتز کار می‌کردند) نسبت به تراشه‌های 80486 اینتل (که در آن زمان تقریباً در فرکانس 60 مگاهرتز کار می‌کردند) برتری‌های عملکردی قابل‌توجهی داشتند ، اما پنتیوم قول داد که چنین مزایایی را کاهش دهد. [ نیازمند منبع ]
Compaq اولین شرکتی بود که انجمن را ترک کرد و اظهار داشت که با کنار رفتن مدیرعامل راد کانیون ، یکی از حامیان اصلی تشکیل ACE، آنها اولویت‌ها را از سیستم‌های سطح بالاتر تغییر دادند.  عوامل دیگر شامل بازسازی مداوم Compaq در میان نتایج مالی ناامیدکننده، معرفی سریع پنتیوم، و افزایش در دسترس بودن نرم افزار یونیکس برای معماری اینتل بود. به دنبال آن سازمان همکاری شانگهای اعلام کرد که تمام کارهای مربوط به انتقال نسخه یونیکس خود به پلتفرم MIPS را به حالت تعلیق در می آورند. خروج Canion از Compaq منجر به انحلال قرارداد توسعه فناوری بین Compaq و SGI در اوایل سال 1992 شد که برای توسعه مشترک رایانه‌های مبتنی بر MIPS ایجاد شده بود، اگرچه Compaq انکار کرد که این امر منجر به خروج شرکت از انجمن ACE شود. که تنها چند ماه بعد اتفاق افتاد.
درگیری ها و مشکلات احتمالی دیگری برای انجمن وجود داشت. در اوایل سال 1992، SGI اعلام کرده بود که قصد دارد سیستم های کامپیوتری MIPS را خریداری کند، فروشندگان پیشرو مانند Control Data ("بزرگترین مشتری OEM برای MIPS و SGI") به دلیل نگرانی در مورد این خرید معلق و کنترل حاصل از SGI، تغییر به معماری های دیگر را در نظر گرفتند. روی پلتفرم هدف DEC پردازنده آلفا خود را منتشر کرده بود و کمتر به ترویج یک معماری رقیب علاقه داشت، که نشان دهنده ادامه پشتیبانی پایین رده از MIPS بود، عدم تعهد به محصولات آینده، به ویژه در رابطه با خط پردازنده ها و پشتیبانی MIPS R4000 را نشان داد.
در همین حال، تحویل سریع و بهبود عملکرد پیش‌بینی‌شده پردازنده Pentium آینده اینتل، همراه با قیمت‌های رقابتی‌تر، باعث شد تا «20 تا 30 درصد حق بیمه» سیستم‌های مبتنی بر MIPS برای فروشندگانی مانند Compaq و مشتریان آن‌ها جذابیت کمتری داشته باشد. اگرچه ACE در ابتدا از معماری x86 پشتیبانی می کرد ، طبق گزارش ها، مشتریان با پیامی نامنسجم در مورد گزینه های مختلف سخت افزاری و نرم افزاری که این ایده در بر می گرفت، گیج می شدند. در نتیجه، تاکید بیشتر بر معماری MIPS "به عنوان یک شناخت غیررسمی از آنچه که سازمان واقعاً در تمام طول انجام می‌داده است" در نظر گرفته شد و تمرکز بیشتر بر روی ARC به عنوان راهی برای ارائه سخت‌افزار مبتنی بر MIPS بود. در آوریل 1992، هیئت مشاوران اجرایی ACE مجدداً ایده عمل را بر روی در دسترس بودن نرم افزار سیستم برای پلتفرم ARC متمرکز کرد.
اینتل هرگز خود عضو ACE نبود، زیرا معماری پردازنده آن توسط Compaq معرفی شده بود. از آنجایی که MIPS به دنبال به دست آوردن سهم بازار با هزینه اینتل بود، این ایده یک تهدید رقابتی برای اینتل بود و شرکت را وادار کرد "گام‌های بیشتری برای جلب رضایت مشتریان خود بردارد".  در واقع، یکی از انگیزه‌های گزارش شده برای مشارکت Compaq در ACE این بود که "آتش زیر اینتل روشن شود" و شرکت مجبور شود نقشه راهی تولید کند که به اندازه کافی برای مشتریان Compaq رقابتی باشد. پاسخ اینتل تسریع تحویل پنتیوم و پیگیری توسعه موازی سه نسل از محصولات آینده ( P5 ، P6 و P7) بود.

## ARC
محصول اصلی گروه ACE ،محاسبات پیشرفته RISC  یا ARC است. در ابتدا بر اساس سخت افزار کامپیوتر و محیط سخت افزار مبتنی بر MIPS بود . اگرچه ACE منحل شد و هیچ رایانه ای ساخته نشد که کاملاً با استاندارد ARC مطابقت داشته باشد، سیستم ARC هنوز میراث گسترده ای دارد به این صورت که همه سیستم عامل های مبتنی بر ویندوز NT مایکروسافت (مانند Windows XP ) از قراردادهای ARC برای نام گذاری دستگاه های بوت استفاده می کردند. قبل از ویندوز ویستا علاوه بر این، SGI از یک نسخه اصلاح شده از سیستم عامل ARC (که آن را ARCS نامیده بود) استفاده کرد. در سیستم های آن، همه رایانه‌های SGI که IRIX 6.1 یا بالاتر را اجرا می‌کنند (مانند Indy ، Octane و غیره ) از کنسول ARCS (که از همان قراردادهای نامگذاری درایو مانند Windows استفاده می‌کند) بوت می‌شوند.
علاوه بر این، اکثر کامپیوترهای مختلف مبتنی بر RISC که برای اجرای ویندوز NT طراحی شده‌اند، از نسخه‌های کنسول بوت ARC برای بوت کردن NT استفاده می‌کنند. از جمله این کامپیوترها عبارتند از:
- سیستم های مبتنی بر MIPS R4000 مانند محیط کاری MIPS Magnum
- همه ماشین‌های مبتنی بر آلفا با یک گذرگاه PCI که قبل از پایان پشتیبانی از ویندوز NT آلفا در سپتامبر 1999 طراحی شده‌اند (سیستم‌افزار Alpha ARC که به نام AlphaBIOS نیز شناخته می‌شود)
- اکثر کامپیوترهای PowerPC با قابلیت Windows NT (مانند IBM RS/6000 40P).

همچنین پیش‌بینی می‌شد که رایانه‌های مبتنی بر IA-32 اینتل از کنسول ARC استفاده کنند، اگرچه تنها SGI چنین دستگاه‌های مبتنی بر IA-32 را با سیستم‌افزار ARC به بازار عرضه کرد (یعنی سری SGI Visual Workstation ، که در سال 1999 به فروش رفت).

## سیستم ها
محصولات مطابق (تا حدی) با استاندارد ARC عبارتند از:
- آلفا
  - DEC Multia و AlphaStation / AlphaServer
  - DeskStation Raptor
- i386
  - ایستگاه کاری ویژوال SGI
- MIPS
  - ایسر پیکا
  - Carrera Computers, Inc Cobra R4000 و VIPER
  - DECstation دیجیتال 5000
  - DeskStation Tyne
  - مایکروسافت جاز
  - MIPS مگنوم
  - Olivetti M700
  - ایستگاه RISC NEC
  - NeTpower Fastseries MP
  - SGI Indigo² ، Indy ، Challenge، Onyx، Origin و غیره. ARCS Big-Endian
  - زیمنس- نیکسدورف RM200 ، RM300، RM400
- پاور پی سی
  - IBM Personal Computer Power Series 850/830 PReP
  - IBM RS/6000 40P, 43P, E20, F30
  - موتورولا پاور استک
  - مماس MediaStar

## همچنین مشاهده کنید
- AIM alliance - یک ابتکار رقابتی مبتنی بر PowerPC ، به رهبری Apple Computer ، IBM و Motorola

## یادداشت
1. ↑  Unrelated to the later Apache Software Foundation.

## لینک های خارجی
- NetBSD project description of ACE (contains following links)
- ARC specification pdf file at www.netbsd.org
- Andy Reinhardt (June 1991). "Will ACE Become King of the Workstations?". Byte. Archived from the original on 2007-02-03. Retrieved 2016-06-06.
- Linux-MIPS (ARC بایگانی‌شده  در ۲۰۰۸-۱۲-۰۳ توسط Wayback Machine) article